# Грохоцеле
Грохоцеле (рум. Grohoțele) — село у повіті Хунедоара в Румунії. Входить до складу комуни Бучеш.
Село розташоване на відстані 312 км на північний захід від Бухареста, 36 км на північ від Деви, 79 км на південний захід від Клуж-Напоки, 144 км на схід від Тімішоари.

## Населення
За даними перепису населення 2002 року у селі проживали 258 осіб, усі — румуни. Усі жителі села рідною мовою назвали румунську.